# Widar Andersson
Widar Anders Andersson, född 21 oktober 1955 i Askersunds landsförsamling, är en svensk politiker (socialdemokrat) som var riksdagsledamot 1991–98 från Gävleborgs läns valkrets. Han är politisk chefredaktör i Folkbladet sedan 2004 och utsågs 7 mars 2011 till chefredaktör, vd och ansvarig utgivare för tidningen. Han var ersättare i den socialdemokratiska gruppen i Europaparlamentet för perioden 2004–2009.
Widar Andersson har tidigare varit ordförande för Friskolornas riksförbund. Han sitter i EQT-ägda Academedias rådgivande organ som kallas för advisory board, ett organ han leder.
Widar Andersson var under 1980-talet anställd och drivande på Hasselakollektivet,[källa behövs] och fungerade även som narkotikapolitiskt sakkunnig under regeringen Persson.